# Franz Kehrer
Franz Kehrer (Marebbe, 1948) è uno scultore italiano di lingua ladina.
Nato in un maso di Costamesana, frazione di Marebbe, comune della provincia di Bolzano a maggioranza ladina, studia a partire dal 1966 all'Accademia di belle arti di Milano e poi in quella di Vienna, dove è stato allievo rispettivamente del pittore Augusto Colombo e dello scultore austriaco Fritz Wotruba.
Rientrato in patria nel 1979, da allora vi risiede ed è a tutt'oggi attivo come scultore.
Di lui si ricordano soprattutto il busto in metallo raffigurante San Vigilio realizzato a Marebbe nel 1991, ed i rilievi della Crocifissione della canonica di La Valle, in stile astrattista.